# Gladde schijfhoren
De gladde schijfhoren (Gyraulus laevis) is een slakkensoort uit de familie van de Planorbidae. De wetenschappelijke naam van de soort werd in 1838, als Planorbis laevis, voor het eerst geldig gepubliceerd door Joshua Alder.

## Beschrijving
De gladde schijfhoren is een kleine soort zoetwaterslak. Het huisje is tamelijk dunwandig, ruim driekeer zo breed als hoog. De breedte is tot 6,0 mm, hoogte tot 1,5 mm (meestal kleiner). De bovenzijde is ingezonken, de onderzijde iets ingezonken tot vlak. Het huisje heeft maximaal vier windingen, die regelmatig en vrij snel in grootte toenemen, vrij bol, aan de bovenzijde iets sterker gebogen dan aan de onderzijde. Het oppervlak is glad of met fijne onregelmatige dwarslijntjes, meestal zonder spiraallijnen. De kleur is vaak doorschijnend, witachtig of gelig bruin.

## Verspreiding
Het verspreidingsgebied van de gladde schijfhoren is Europa, inclusief IJsland, en Midden- en Noord-Azië. In Nederland is deze soort zeldzaam en vrijwel uitsluitend waargenomen in de kustgebieden. Het wordt meestal slechts tijdelijk voorkomend en maar op weinig plaatsen jaren achtereen waargenomen.
Anisus:
leucostoma · 
septemgyratus · 
spirorbis · 
vortex · 
vorticulus

Gyraulus:
acronicus · 
albus · 
chinensis · 
crista · 
laevis · 
parvus · 
riparius · 
rossmaessleri

Planorbarius:
corneus · 
†peetersi · 
Planorbella:
anceps · 
duryi · 
trivolvis · 
Planorbis:
carinatus · 
planorbis

Overig:
Bathyomphalus contortus · Helisoma nigricans · Hippeutis complanatus · Menetus dilatata · Segmentina nitida